# Peternel
Peternel je priimek več znanih Slovencev:
- Aleksander (Sandi) Peternel (*1964), akrobatski smučar
- Apolonija (Polona) Peternel (*1943), zdravnica internistka
- Edvard Peternel (padel 1945), organizator NOB, okrožni sekretar Kamniškega okrožja OF in KPS od 1944
- Franc Peternel (1932—2015), športni strelec
- Franc (Frančišek) Peternel, psihiater in psihoanalitski psihoterapevt
- Gašper Peternel, umetnostni zgodovinar, muzealec
- Henrik Peternel (1875—1951), čebelarski strokovnjak
- Jakob Peternel (1875—1932), urar in organizator blejskega turizma (župan, hotelir...)
- Janez Peternel (1855—1933), podobar
- Janez Peternel (1917—1943), športnik kolesar, žrtev kolaborantov
- Josip Peternel (1883—?), primorski profašistični politik
- Marjan Peternel, pianist, klavirski pedagog, aranžer
- Marko Peternel (1819—1905), podobar
- Matej Peternel (*1992), nogometaš
- Mateja Končina Peternel (*1966), dr. prava, vrhovna sodnica
- Mihael Peternel (1808—1884), profesor, naravoslovec in polihistor
- Marija Mojca Peternel, germanistka, zgodovinarka 19. stoletja
- Rado Peternel (1910—1963), prof. (?)
- Špela Peternel, biokemičarka ? KI
- Tina Peternel, geologinja
- Tomaž Peternel, slikar
- Valentin Peternel, župnik, dekan